# Paire de Lewis

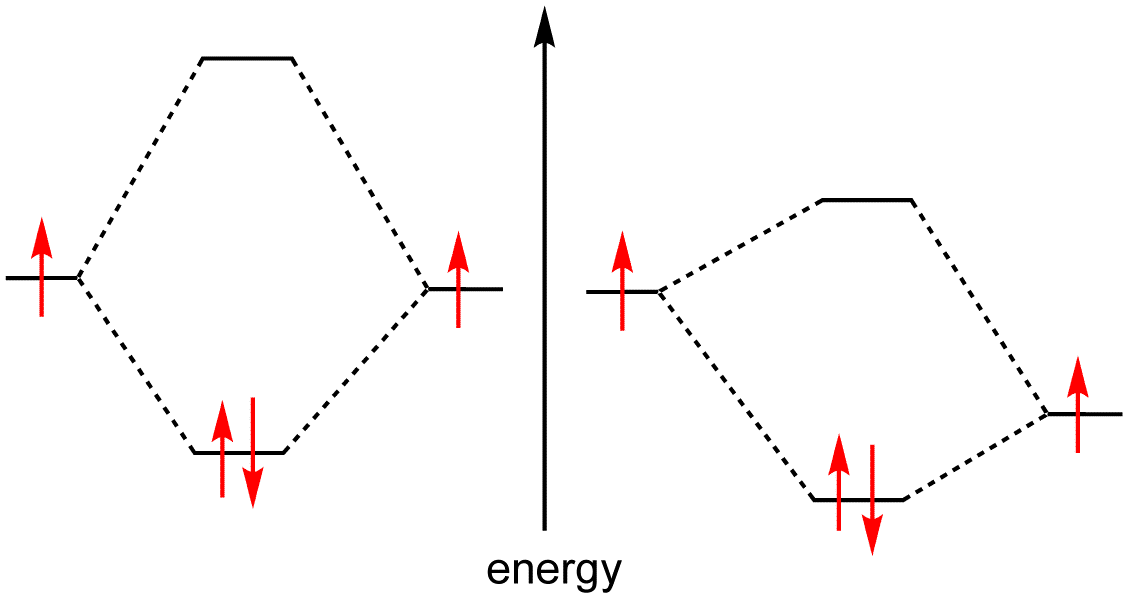
Diagrammes d'orbitales moléculaires illustrant la liaison covalente (à gauche) et la liaison covalente polaire (à droite) dans une molécule diatomique. Dans les deux cas, une liaison est créée par la formation d'un doublet d'électrons ou paire de Lewis.

Une paire de Lewis (ou doublet électronique) est une paire d'électrons ayant des spins opposés et occupant une même orbitale atomique.
La paire d'électrons peut constituer soit une liaison covalente soit une paire non-liante, localisée sur une orbitale moléculaire principalement non liante (c'est-à-dire n'influant pas sur la stabilité de l'objet moléculaire), ou son équivalent dans le solide (doublet non engagé). Les paires d'électrons de Lewis jouent un rôle déterminant dans le déroulement de certains processus réactionnels comme les réactions de Grignard, ainsi que dans les propriétés mécaniques de certains matériaux.